# Comuna Juravîci, Kiverți
Juravîci (în ucraineană Журавичі) este o comună în raionul Kiverți, regiunea Volînia, Ucraina, formată din satele Domașiv, Juravîci (reședința) și Mîkove.

## Demografie
Componența lingvistică a satului Juravîci
     Ucraineană (99,54%)
     Alte limbi (0,46%)
Conform recensământului din 2001, majoritatea populației satului Juravîci era vorbitoare de ucraineană (99,54%), existând în minoritate și vorbitori de alte limbi.